# Keshia Chanté (álbum)
Keshia Chanté es un álbum ganador del premio Juno auto-titulado álbum debut de la cantante canadiense Keshia Chanté , publicado por BMG Canada el 22 de junio de 2004.
El álbum incluye los sencillos «Shook», «Unpredictable», «Bad Boy», «Does He Love Me?» y «Let The Music You Take». Lanzamiento 22 de junio de 2004. El álbum fue certificado de oro por la CRIA el 3 de diciembre de ese año con 50.000 copias.

## Canciones
Todas las canciones escritas y compuestas por Keshia, Perry Alexander, Young Gavin, Lonnie Szoke. 
| Keshia Chanté |                                    |          |  |
| N.º           | Título                             | Duración |  |
| 1.            | «Intro» (Música de Introducción)   | 10:00    |  |
| 2.            | «Does He Love Me» (Con Foxy Brown) | 3:54     |  |
| 3.            | «Spinnin»                          | 4:00     |  |
| 4.            | «Unpredictable»                    | 4:21     |  |
| 5.            | «Bad Boy» (Interlude)              | 3:26     |  |
| 6.            | «Bad Boy» (Original)               | 3:30     |  |
| 7.            | «Singles Nigth»                    | 3:54     |  |
| 60:00         |                                    |          |  |